# Saint Levant
Saint Levant (pronuncia francese: /sɛ̃ ləˈvɑ̃/; in arabo سانت ليفانت‎?, Sānt Līfānt), pseudonimo di Marwan Abdelhamid (in arabo مروان عبد الحميد‎?, Marwān ʿAbd al-Ḥamīd; Gerusalemme, 6 ottobre 2000), è un rapper, cantautore e musicista palestinese. Artista multilingue, è principalmente noto per il suo brano Very Few Friends.

## Biografia
Abdelhamid nasce a Gerusalemme durante la seconda intifada da madre franco-algerina, Maria Mohammedi, e padre serbo-palestinese, Rashid Abdelhamid, entrambi cresciuti in Algeria. Il padre, architetto, imprenditore alberghiero, DJ e produttore cinematografico, è figlio di una dottoressa serba e di un palestinese di Safad che, espulso nel 1948, si trasferisce in Jugoslavia per studiare ingegneria; la madre, che lavora per l'UNRWA, è figlia di una pianista francese, ex insegnante di musica al liceo francese di Algeri. Ha un fratello minore, Khaled. Poco dopo la sua nascita la famiglia si riunisce con i nonni paterni a Gaza, dove costruiscono un hotel vista mare con 22 stanze a Rimal, battezzato "Al Deira", sulla base di un progetto architettonico del padre. A Gaza Abdelhamid trascorre buona parte della propria infanzia, frequentando l'American International School, fino alla battaglia del 2007, in seguito alla quale la famiglia si stabilisce ad Amman, Giordania. L'artista ha definito gli anni trascorsi a Gaza "i migliori della [propria] vita".
Abdelhamid eredita la passione per la musica dal padre e dalla nonna materna, studiando pianoforte e sassofono. Cresce poliglotta, parlando francese a casa, inglese a scuola e arabo al campo profughi di Al-Wehdat ad Amman, dove gioca a calcio con la squadra del posto nel doposcuola.
Nel 2018, diciassettenne, Abdelhamid si trasferisce negli Stati Uniti per studiare relazioni internazionali all'Università della California (campus di Santa Barbara), laureandosi nel 2022.

### Carriera e attivismo
Prima di adottare lo pseudonimo "Saint Levant" (un gioco di parole su "Yves Saint Laurent" e "Levant"), Abdelhamid scrive Jerusalem Freestyle e Nirvana in Gaza, due pezzi politicamente impegnati. Nello stesso periodo, comincia a postare video su TikTok in cui tratta temi quali la storia della Palestina o la mascolinità tossica nella cultura araba. Qualche tempo dopo è uno dei confondatori di GrowHome, una società volta a mettere in contatto gli imprenditori palestinesi con potenziali finanziatori per i loro progetti. Agli inizi del 2022 fonda insieme a Stephanie Moukhaiber la 2048 Fellowship, un progetto volto a fornire sostegno economico e tutoraggio a palestinesi che lavorano in ambiti creativi; il nome del progetto, mutato in "2048 Foundation" nel 2024, fa riferimento al centesimo anniversario della Nakba.
Nel novembre 2022, Saint Levant pubblica il brano rap trilingue Very Few Friends, che nel giro di un mese arriva a 2 milioni di visualizzazioni su YouTube e in seguito si diffonde su TikTok e Instagram. Il pezzo diventa virale su Spotify, dove raggiunge il primo posto in diciannove paesi e il secondo negli Stati Uniti, oltre ad arrivare in seconda posizione nella classifica Viral 50 globale.

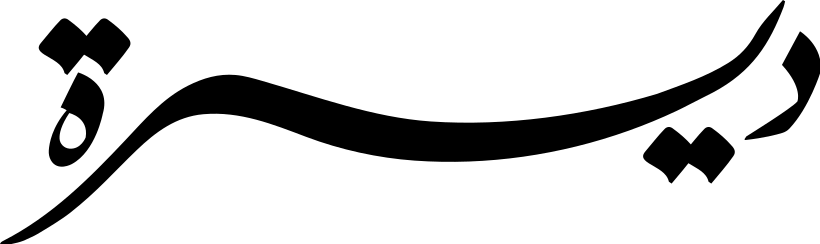
Logo promozionale per l'album Deira

Nel maggio 2023, Saint Levant diventa il primo ambassador per le fragranze Dior in Medio Oriente. Lo stesso anno pubblica l'EP From Gaza, with Love. La rivista GQ Middle East lo nomina uno degli uomini dell'anno 2023. Nel 2024 firma un contratto con Universal Arabic Music (UAM) e pubblica il singolo Deira in collaborazione con MC Abdul; nella canzone, realizzata nello stile algerino chaabi, è dedicata all'albergo di famiglia a Gaza, distrutto da un bombardamento israeliano nel gennaio 2024 durante l'offensiva di Israele sulla Striscia; la canzone dà il titolo al primo album dell'artista, contenente duetti con altri artisti quali Cheb Bilal e Kehlani. Saint Levant si esibisce poi all'edizione 2024 del Coachella Festival, sfruttando l'evento per sensibilizzare su quanto in corso a Gaza. Il successivo 22 maggio è uno degli artisti in scena allo Zénith di Parigi per un concerto di beneficenza a sostegno dell'ONG britannica Medical Aid for Palestinians.

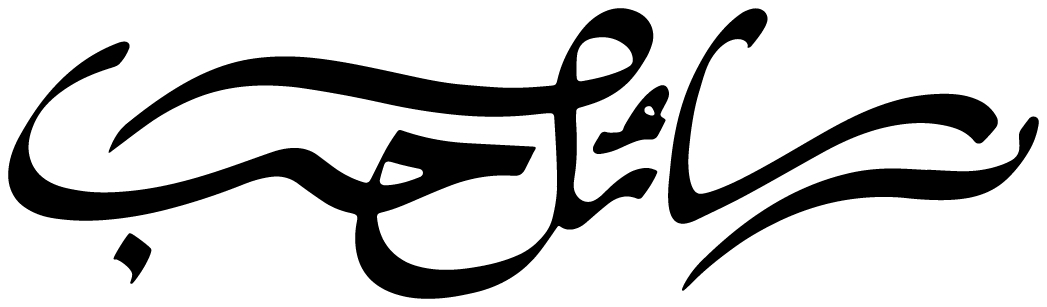
Logo promozionale per l'EP Love Letters/رسائل حب

Il 14 febbraio 2025, in occasione di San Valentino, Saint Levant pubblica l'EP Love Letters/رسائل حب‎, suddiviso in un "lato A" (Love Letters from Saint Levant) e un "lato B" (رسائل حب من مروان‎, Rasāʾil ḥubb min Marwān), e contenente tre tracce già pubblicate come singoli e tre brani inediti. Tre giorni dopo, appare insieme a Lourdes Leon in uno spot per un nuovo ristorante omakase di Parigi aperto in collaborazione tra Yves Saint Laurent e lo chef Peter Park.

Saint Levant è apertamente schierato a sostegno della lotta palestinese; intervistato per Harper's Bazaar, parla così: 
"Tutto ciò che faccio è incentrato su Israele e basato sulla causa e la lotta palestinesi, faccio molta contestualizzazione [...] perché sono venuto in America [...] e mi sono accorto che la gente crede che [...] sia un conflitto fra due pari [che] per qualche motivo si detestano, [che] i palestinesi semplicemente odino gli israeliani. E quello che non capiscono è che sono 80 anni di occupazione e oppressione e sfollamento e pulizia etnica, quindi penso sia molto importante insistere [a parlarne] sempre, e io cerco di farlo attraverso la musica; cerco di farlo attraverso le mie azioni e tutto quello che faccio."
 L'artista ha dichiarato che, con lo scoppio della guerra a Gaza, la propria produzione è influenzata dalla "sindrome del sopravvissuto". Si considera femminista. In seguito alla sua collaborazione con Yves Saint Laurent nel 2025, gruppi e media filoisraeliani hanno invitato a boicottare il marchio, sostenendo che talune posizioni di Abdelhamid – quali il sostegno agli attacchi del novembre 2024 contro gli ultras del Maccabi Tel Aviv – siano indice di antisemitismo.
Nel luglio 2025, il marchio di cosmetici Huda Beauty lancia sul mercato un nuovo colore e aroma di olio per labbra in collaborazione con Saint Levant, il cui ricavato sarebbe stato destinato a finanziare progetti per l'agricoltura e conservazione culturale in Palestina. Il prodotto, chiamato "Kalamantina" (ovvero "clementina") in onore di una traccia dell'ultimo album di Saint Levant, viene pubblicizzato con diversi video in cui si vedono il cantante e Huda Kattan (fondatrice del marchio) circondati di clementine. La mossa viene criticata da alcuni, in quanto coincide con la fase più critica della carestia imposta da Israele e delle uccisioni di civili in cerca di aiuti umanitari nella Striscia di Gaza, nel più ampio contesto del genocidio in corso. Il vincitore del Premio Pulitzer Mosab Abu Toha giudica la cosa "insensibile nei confronti della gente di Gaza in quanto esseri umani", a prescindere da qualsivoglia sostegno economico. Kattan decide quindi di donare il 100% dei proventi a Medici senza frontiere per le proprie attività a Gaza.
Saint Levant afferma di essere ispirato da artisti quali Wyclef Jean, Cheb Khaled, Fairuz, Marwan Moussa, Lenny Kravitz, Michael Jackson, Stromae, Timbaland Eminem e Mika.

### Vita privata
Abdelhamid è musulmano. Vive a Los Angeles, ma viaggia regolarmente ad Amman. Dal 2023 ha una relazione con la cantante franco-haitiana Naïka.

## Discografia

### EP
- 2023: From Gaza, with Love
- 2025: Love Letters/رسائل حب‎

### Album
- 2024: Deira

### Singoli
- 2020: Jerusalem Freestyle
- 2020: Nirvana in Gaza
- 2021: 7ajir
- 2021: Tourist
- 2021: Haifa in a Tesla
- 2021: Desert Rose (feat. Bayou)
- 2021: Sahrawi
- 2021: 1001 Nights
- 2022: Jon Carlow Freestyle (feat. Jon Carlow)
- 2022: Nasser
- 2022: Caged Birds Sing
- 2022: Mandela
- 2022: Tête à Tête/Eye to Eye
- 2022: By the Sea
- 2022: One More Time/Baby
- 2022: Mistakes
- 2022: Here and There (feat. Bayou)
- 2022: Very Few Friends
- 2022: I Guess (feat. Playyard)
- 2023: FaceTime
- 2023: Nails
- 2024: Deira (feat. MC Abdul)
- 2024: 5am in Paris
- 2024: Galbi
- 2024: Daloona/دلعونة‎ (feat. 47Soul, Shadi Alborini e Qasem AlNajjar)
- 2025: Exile/معاكي‎
- 2025: Wazira/وزيرة‎

#### Featuring
- 2022: Balak (Zeyne feat. Saint Levant)
- 2023: Nasty (Zeina feat. Saint Levant)
- 2023: Sak Pase (Michaël Brun feat. Saint Levant e Lolo Zouaï)